# Vinuesa
Vinuesa település Spanyolországban, Soria tartományban. Vinuesa El Royo, Soria, Cidones, Molinos de Duero, Salduero, Covaleda, Viniegra de Abajo, Viniegra de Arriba, Montenegro de Cameros és Villoslada de Cameros községekkel határos. Lakosainak száma 833 fő (2024).

## Földrajza
Az 1107 m tengerszint feletti magasságban fekvő település gazdag erdői révén fontos turisztikai vonzerő. La Corte de los Pinares néven ismert. Éghajlata az erre a magasságra jellemző, hideg téllel és enyhe, mérsékelt nyárral. A pelendonok, keltiberiaiak települése a római Visontium városa volt.
2019 óta szerepel Spanyolország legszebb falvai között, és azóta tagja az azonos nevű egyesületnek.népszámlálás szerint 837 lakosa van. Területe 142,94 km², népsűrűsége 9,98 lakos/km².

## Története
A település már a neolitikumban is lakott volt. A korszakból származó nyílhegyeket és kőbaltát találtak "el Bardo" területén, a Kr. e. 4. századból pedig egy 3,75 m átmérőjű kör alakú lakóhely maradványait "el Balcón de Pilatos" területén. Az "El Balcón de Pilatos"-ban egy 3,75 m átmérőjű, a Kr. e. 4. századból származó kör alakú lakóház maradványait találták meg. Bizonyítékok vannak arra, hogy a Kr. e. 5. században. i. sz. a Pelendones (más néven duracos vagy bracos) törzs érkezett a mai Vinuesa területére. Ők a keltibériaiakhoz tartoztak, akik a Revinuesa, Remonicio és Duero folyók összefolyásánál telepedtek le, ahol megalapították Visontium falut, amely Vinuesa városának legrégebbi említése. A félsziget Római Birodalom általi meghódítása, amely Soria földjén Numancia oklevelét hagyta hátra, Visontium települést is fenntartotta és kibővítette. Itt haladt át a területet Uxamával és Numantiával összekötő út, amelyből megmaradt a Duerón átívelő híd. I. Nagy Theodosius császár idején a Comes Hispanorum parancsnoksága alatt egy katonai alakulat állt a Vinuesából származó veontesből.
A gótok és a muszlimok nem hagytak nyomot a településen. 1016-ban a Pamplona-Nájera királyság és a muszlim területek közötti határt ezekben a hegyekben állapították meg.
A muszlimok kivonulása után Vinuesa Kasztília része lett. A X. Alfonz X. kasztíliai király megbízásából 1272-ben végzett népszámlálás 24 lakost mutat, ezzel a Pinares körzet legnépesebb települése volt. A Salduero perjelség 1278-as alapító oklevelében Vinuesa a körzet fő településeként szerepel. A 14. században a régió gazdasága a gyapjú és a fenyőfából készült termékek exportján alapult.
1313-ban Juan Fernández de Padilla, Calatañazor ura betört Vinuesa területére, és szembeszállt az Osma püspöke, Juan de Ascorón által szervezett csapatokkal.
Az 1528-as összeírás, amelyben az egyháziakat, nemeseket és nemeseket nem vették számba, 229 adófizető családi egység létezését rögzítette. Az eredeti dokumentumban Viñuesa néven szerepel. A város jelentősége nőtt és gazdagodott. Számos figyelemre méltó épület és palota épült. 1591-ben megkezdődött a plébániatemplom építése (egyes forrásokban úgy tűnik, hogy 1563 augusztusában avatták fel). Az 1587. évi népszámlálás 310 lakosról számol be.
1591-ben a városnak 1424 lakosa volt, akik közül 356-an "szomszédoknak" számítottak, és egy sor kiváltsággal rendelkeztek (a városi rendeletek az agglegényeket nem tekintették "szomszédoknak"). 1596-ban Vinuesa város tanácsa azt állította a La Hacienda Realnak, hogy a lakosok fő foglalkozása az állattenyésztés volt.
1597. március 14-én megalakult Vinuesa tanácsa, amely saját székhellyel rendelkezett, és két polgármesterből állt, az egyik a "jó gazdákat", a másik a nemeseket és tanácsosaikat képviselte, továbbá egy prokurátorból, egy "fiel de la tierra"-ból, egy intézőből és hat deheserosból. A tisztségeket évente megújították, és január 1-jén, az Úr körülmetélésének napján, a főmise után adták át őket. A falusiaknak kötelező volt a részvétel, és szavazati joggal is rendelkeztek. A tanács alkotta meg a községi rendeleteket, és választotta meg a hivatalokat és tisztviselőket. Vinuesa tanácsának létezését a soriával szemben hozták létre, amelytől Vinuesa mint plébániai joghatóság függött. 1775-ben III. Károly megadta neki a városi címet, saját alapítólevéllel és a tekercs jelképével, és ezzel együtt a Soriától való végleges függetlenséget.

## A jelenkor
1809. július 18-án, a függetlenségi háború közepén I. Napóleon francia császár csapatai bevonultak a városba. A karlista háborúk negatív hatással voltak annak gazdaságára, és a lakosok nagyarányú kivándorlásához vezettek, főként Mexikóba és Argentínába. Az Amerikában meggazdagodott emigránsok különböző házak, az úgynevezett "casas de indianos" építésével és a közművek finanszírozásával kedveskedtek a városnak, amelyek a fronton, a mosoda építésével és az utcák kikövezésével javították a szolgáltatásokat. 1850-ben 110 házat, egy papírgyárat, hat vízifűrészt, három "aceñas"-t (függőleges vízkerék) és három "batanes"-t (a ritkább szövetek sűrűbbé alakítására szolgáló berendezések) tartottak számon.
Az ancien régime bukásakor a város alkotmányos településsé vált Castilla la Vieja régióban, Soria körzetében, amely az 1842-es népszámláláskor 180 háztartást és 720 lakost számlált.
1905 augusztusában megalakult az Asociación Facultativa de Vinuesa (Vinuesa Orvosi Egyesület), hogy fedezze a város lakosainak orvosi és gyógyszerészeti költségeit. 1921-ben létrehozták a "La Unión" társaságot, hogy fejlessze a kultúrát és a szórakozást, felvilágosító és rekreációs eszközöket biztosítva a tagok számára. 1922. augusztus 20-án megalakult a "Visontium" labdarúgóklub. A 20. század közepén a település önkormányzati területe megnövekedett, mivel magába foglalta La Muedrát, egy olyan települést, amelyet a Cuerda del Pozo vagy La Muedra víztározó építése során elárasztottak, a projektet 1923-ban hagyták jóvá, és az avatásra 1941-ben került sor. Vinuesa város sorsa a 20. század utolsó felében Soria tartomány sorsához kötődik.
A vidéki jelleggel rendelkező város elszenvedte lakosainak brutális elvándorlását, akik a fejlett spanyol központokban, először Katalóniában és Baszkföldön, majd Madridban, illetve az európai országokban, például Németországban és Svájcban keresték a társadalmi felemelkedést. Madrid közelsége kedvezett e terület elnéptelenedésének, amely az állam más területeivel azonos gazdasági fejlődés peremén maradt. A belföldi és természeti turizmus fejlődése, valamint a természeti és műemléki gazdagság kiaknázása fontos gazdasági rést nyitott, amely a 21. század elején lehetővé tett egy bizonyos szintű fejlődést.

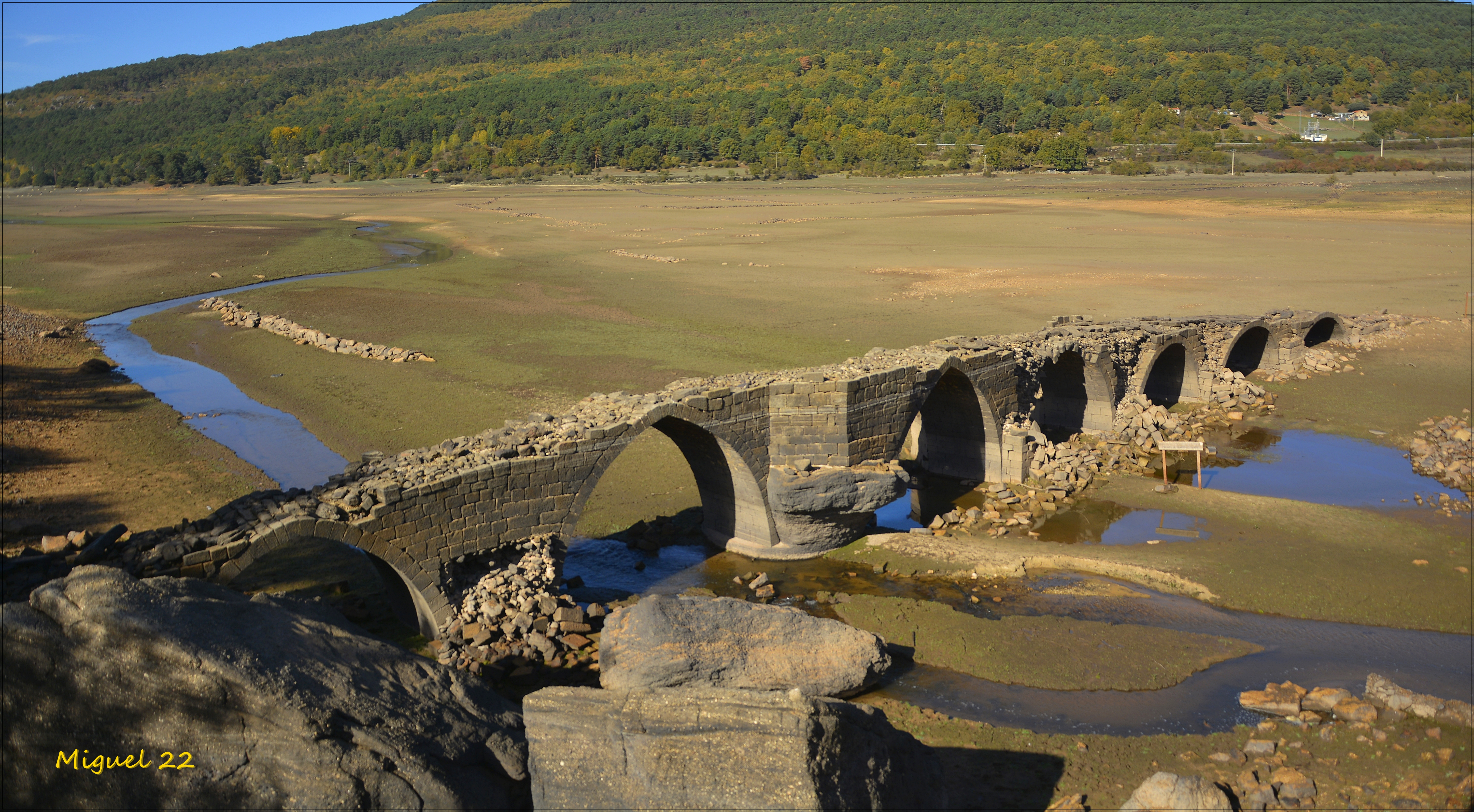
A régi római híd (Soria) romjai

## Nevezetességek
Vinuesa városában számos érdekes műemlék található, különösen palotaszerű házak, amelyeket a gyapjúkereskedelem hasznából és az Amerikából hozott tőkéből építettek. A római örökség a települést átszelő útra és a hídra korlátozódik. A templom a legkiemelkedőbb műemlék, amelyet néhány kisebb kápolna egészít ki.
- Nuestra Señora del Pino templom - építése 1591-ben kezdődött, gótikus reneszánsz stílusban épült. Latin kereszt alaprajzú, háromhajós, bordás boltozattal fedett templom, nyolcszögletű kórussal. Belsejében több 18. századi rokokó oltárkép található, a 17. századból származó főoltárkép pedig Domingo González de Acereda tervei alapján készült, barokk stílusú.
- Ermitas de la Soledad templom - A 16. században, 1560 és 1570 között épült gótikus stílusú épület, a városközpontban található. Téglalap alaprajzú, két ajtóval és barokk oltárképpel.
- Ermitas de San Pedro - egy kis épület, amely annak a szentnek a képét őrzi, akinek szentelték. A tiszteletére június 29-én tartott zarándoklat során különböző népünnepélyeket tartanak, mint például a borókákból rakott máglya megugrása vagy a virágok elhelyezése a lányok erkélyein.
- Római út és római híd: A Duero folyó száraz időszakokban a Vinuesa római híd alatt halad át, amelyet gyakran elönt a Cuerda del Pozo víztározó vize. A híd nagyon leromlott állapotú és a víztározó vizében elsüllyedt, időről időre előkerül, amikor a vízszint megengedi (az áthelyezésére és helyreállítására vonatkozó projektet jóváhagyták). Az út részét képezi annak az útnak, amely az akkor Visontiumnak nevezett várost Uxama városával (El Burgo de Osma közelében) kötötte össze. A híd 87 m hosszú és 3 m széles. A legnagyobb magassága 5,5 m, és az út, amelyből mintegy 4 km meglehetősen jól megmaradt a település területén néhány mérföldkővel, tipikusan római kori, és a 2. századból származik. Ez egy mellékút volt, amely az Astúrica - Cesaraugusta főútvonalhoz csatlakozott, és a szomszédos Molinos de Duero településen található írásos kövön található felirat szerint Lucio Lucrecio Denso készítette, aki Duunviro elöljárója volt. A felirat így szól: "A felirat a következő: HANC VIAM AVG. L (ucius) LUCRET (ius) DENSUS II VIR. V. M. FECIT (fordítás: A II vir Lucius Lucius Lucretius Denso készítette ezt a Via Augusta-t).

## Népesség

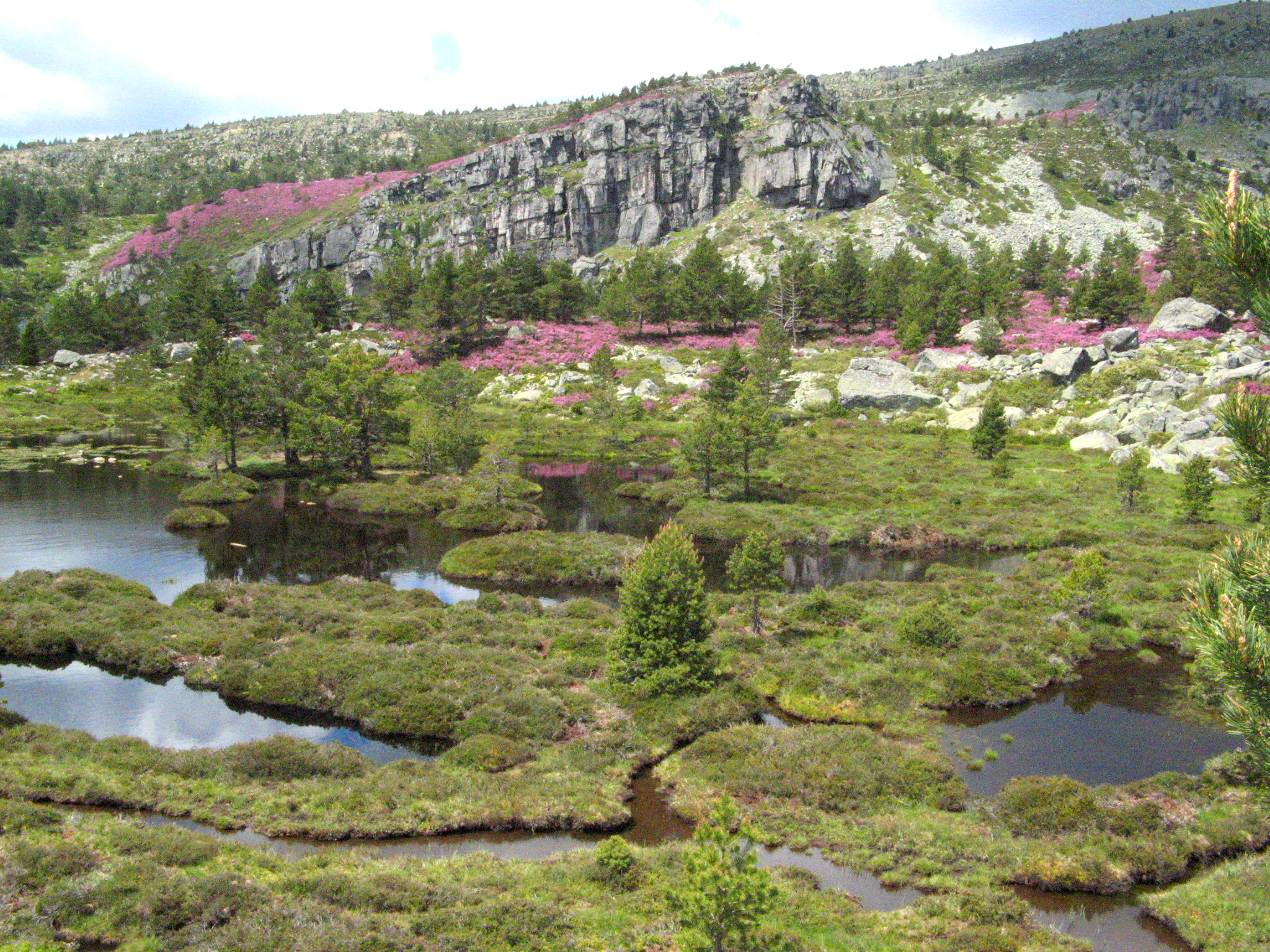
Vinuesa környékének látképe

A település népessége az elmúlt években az alábbi módon változott:
| Lakosok száma | 1082 | 1031 | 1004 | 1003 | 975  | 945  | 888  | 855  | 840  | 833  |
|               | 2001 | 2004 | 2007 | 2009 | 2012 | 2014 | 2017 | 2019 | 2022 | 2024 |